# SOUL (曲)
「SOUL」（ソウル）は、LIVの3枚目のシングル。

## 概要
1枚目のアルバム『The first chapter...』先行シングル。最高順位は前作の「Try」を更新したが、LIVのシングル累計売り上げでは4番目となった。
『ランク王国』2002年10・11月度オープニング・テーマ。

## 収録曲
1. SOUL
2. TO YOU

作詞：押尾学　作曲：南徹　編曲：南徹・押尾学